# Benoît Hamon

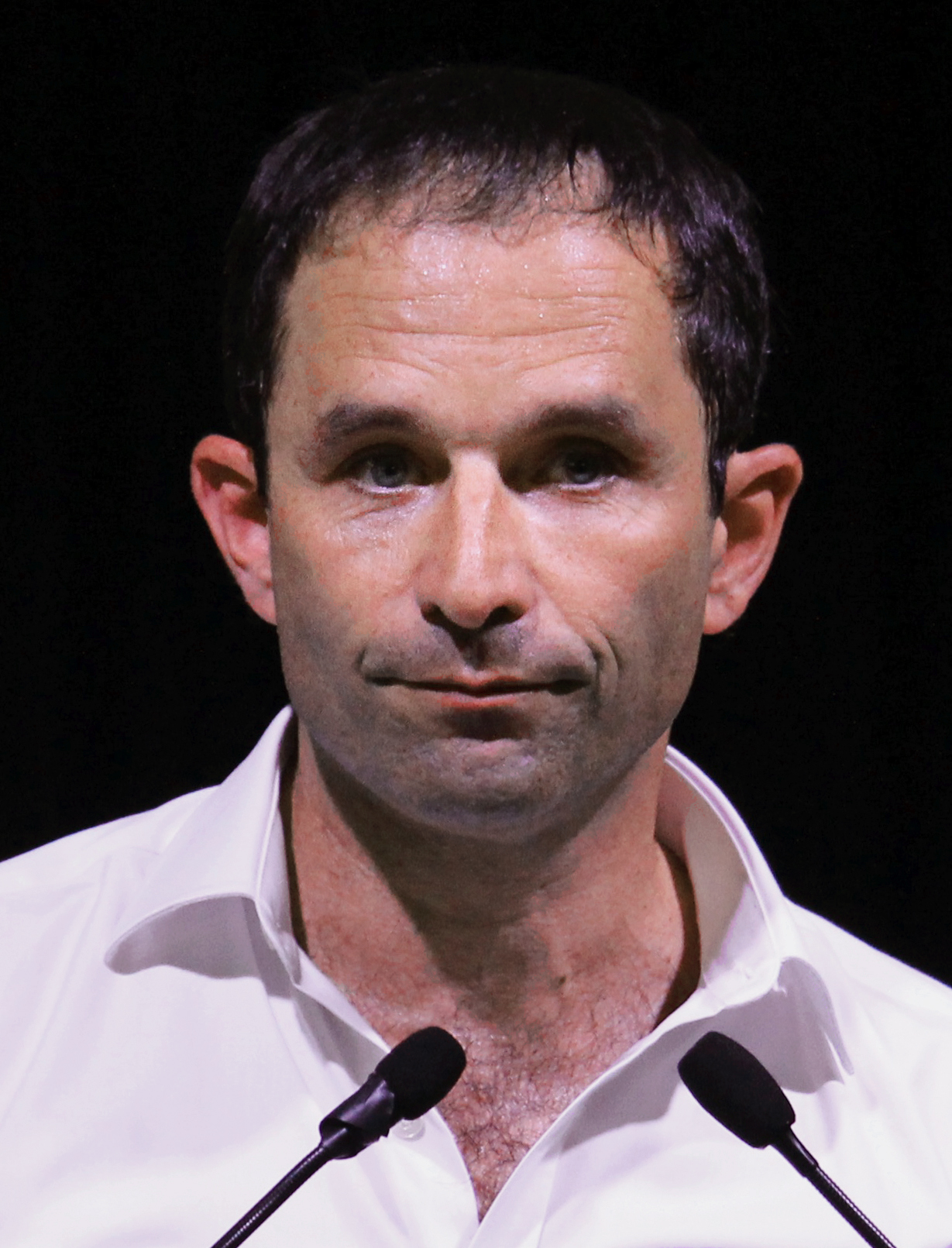
Benoît Hamon (2016)

Benoît Hamon (* 26. Juni 1967 in Saint-Renan, Département Finistère) ist ein französischer Politiker (Parti Socialiste, Génération.s). Er gehört seit Dezember 2015 dem Regionalrat der Île-de-France an.
Bei den Präsidentschaftswahlen 2017 war er Kandidat der Parti Socialiste. Er erhielt im ersten Wahlgang am 23. April 2017 6,36 % der Stimmen und kam nicht in die Stichwahl. Im Juli desselben Jahres verließ er die PS und gründete die demokratisch-sozialistische Partei Génération.s, le mouvement.
Vom 2. April bis zum 25. August 2014 war Hamon Minister für Bildung, Hochschulen und Forschung im Kabinett Valls. Seit Mai 2012 war er Beigeordneter Minister für soziale Ökonomie und Solidarität im Ministerium für Wirtschaft, Finanzen und Außenhandel im Kabinett von Premierminister Ayrault. Von 2004 bis 2009 war er Mitglied des Europäischen Parlaments.

## Leben

### Studium und berufliche Laufbahn
Geboren wurde Hamon als Sohn einer Sekretärin und eines Ingenieurs der staatlichen Marinewerft Direction des Constructions Navales (DCN) in Brest. Mit seinen Eltern lebte er zwischen 1978 und 1980 bei Maristenpatres in Dakar, wo er eine vom Katholizismus geprägte Primarausbildung erhielt. Nach der Scheidung seiner Eltern kehrte er nach Frankreich zurück und wuchs in der Bretagne auf. Nach dem Schulbesuch absolvierte er ein Studium der Geschichtswissenschaften an der Universität der Westbretagne und engagierte sich während dieser Zeit 1986 gegen die von Alain Devaquet, dem damaligen Beigeordneten Minister für Hochschulbildung und Forschung im Kabinett von Premierminister Jacques Chirac, geplante Hochschulreform.
Im Anschluss an sein Studium wurde Hamon 1991 Parlamentarischer Assistent von Pierre Brana, der das Département Gironde als Abgeordneter der Parti Socialiste in der Nationalversammlung vertrat. 1993 gehörte er zu den Gründern des Mouvement des Jeunes Socialistes (MJS), dem Jugendverband der PS; bis zu seiner Ablösung durch Régis Juanico 1995 agierte er als dessen erster Präsident. Ebenfalls 1993 gründete er zusammen mit Jean-Patrick Gille die Nouvelle Gauche, eine Strömung innerhalb der PS.
Von 1995 bis 1997 arbeitete er als jugendpolitischer Berater des Ersten Sekretärs der PS, Lionel Jospin; 1997 bis 1998 war er Technischer Berater für Jugendbeschäftigung und 1998 bis 2000 politischer Berater im Büro der Ministerin für Beschäftigung und Solidarität, Ministerin im Kabinett Jospin. Von 2001 bis 2004 war er Direktor für strategische Planungen beim Marktforschungsunternehmen Ipsos.

### Europaabgeordneter

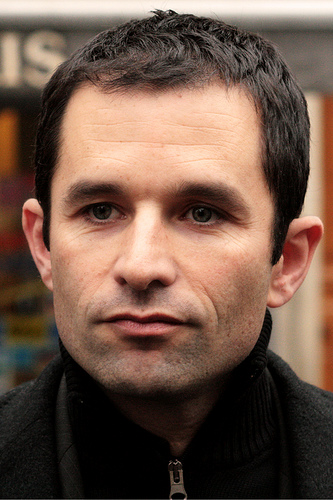
Benoît Hamon (2000)

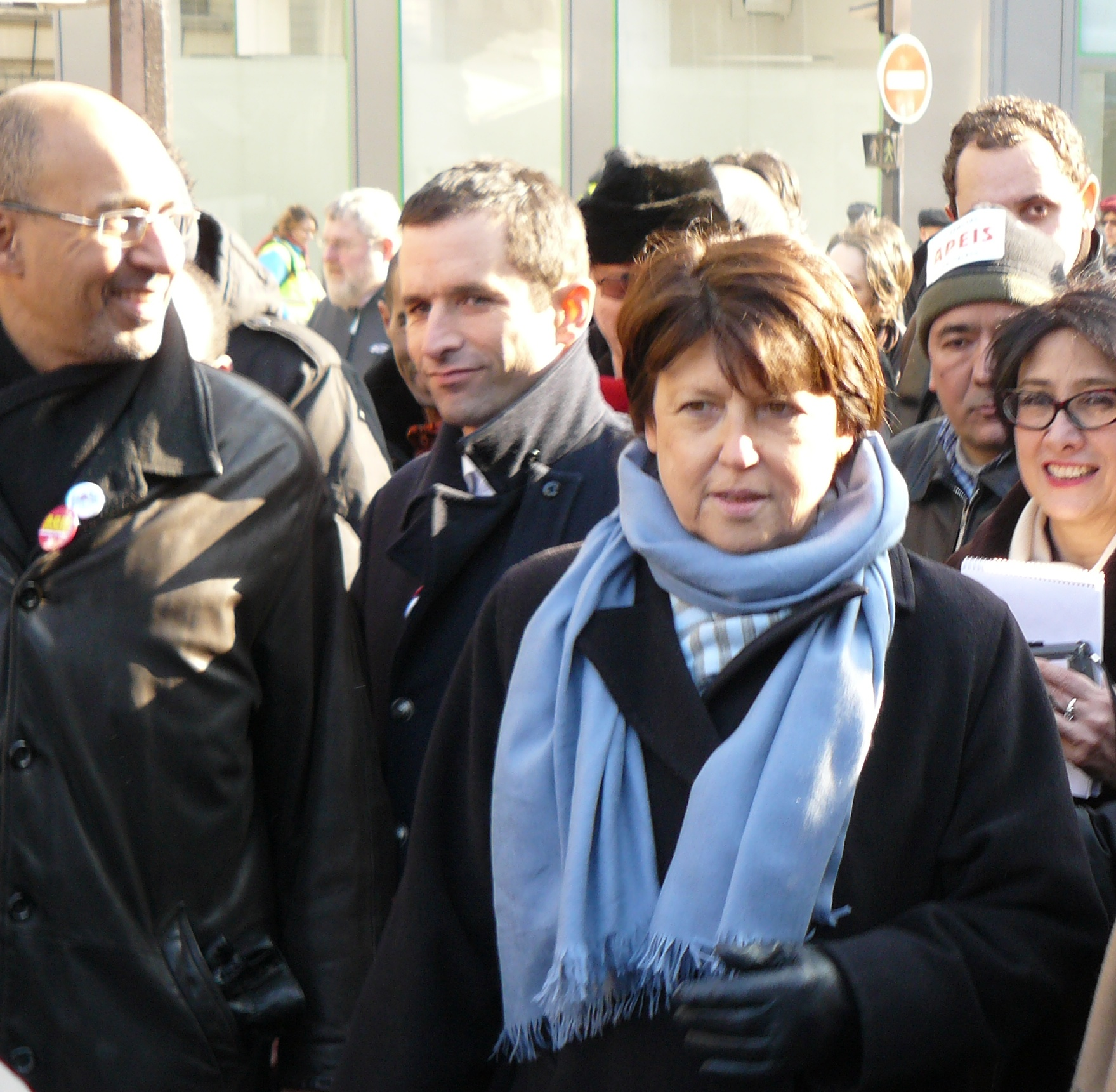
Hamon (Mitte) mit der Ersten Sekretärin der PS, Martine Aubry, und dem Parteisekretär Harlem Désir (links) bei einer öffentlichen Veranstaltung am 29. Januar 2009 in Paris

Zugleich wurde er 2001 Mitglied des Gemeinderates von Brétigny-sur-Orge, einer Kleinstadt im Département Essonne, und gehörte diesem bis 2008 an. Im Oktober 2002 gründete er zusammen mit Julien Dray, Arnaud Montebourg, Christian Paul und Vincent Peillon mit dem Nouveau Parti socialiste (NPS) eine neue Gruppierung innerhalb der PS.
Als Mitglied des Nationalbüros der PS wurde Hamon bei der Europawahl 2004 im Wahlkreis West-Frankreich zum Mitglied des 6. Europäischen Parlamentes gewählt, dem er bis zum Ende der Legislaturperiode 2009 angehörte. Während seiner Mitgliedschaft im Europäischen Parlament war er von September 2004 bis Juli 2009 stellvertretender Vorsitzender der Delegation für die Beziehungen zu den Vereinigten Staaten sowie zugleich Mitglied im Ausschuss für Wirtschaft und Währung.
Nach dem Parteitag der PS in Le Mans im November 2005 kam es zum Bruch des NPS, zum einen wegen des verabschiedeten Parteiprogramms und zum anderen wegen der Kandidatenfrage zur Präsidentschaftswahl 2007. Während Montebourg und Peillon für Ségolène Royal eintraten, sprach sich Hamon zu Gunsten von Laurent Fabius aus. Hamon wurde auf dem Parteitag des Weiteren zum Nationalsekretär der Partei für Europaangelegenheiten ernannt.

### Kandidatur zum Parteivorsitz 2008
Auf dem Parteitag im Juli 2008 in Reims begründete er mit Un Monde d'Avance eine neue Strömung innerhalb der Partei, die verschiedene innerparteiliche Gruppierungen und Zirkel vereinigte und zu der auch Politiker wie Henri Emmanuelli und Pascal Cherki gehören.
Bei der Urwahl zum Ersten Sekretär der PS, die dem Kongress von Reims unmittelbar folgte, bewarben sich Martine Aubry, Benoît Hamon und Ségolène Royal. Der amtierende Erste Sekretär François Hollande hatte bereits im Vorfeld des Kongresses erklärt, nicht mehr zu kandidieren. Der nach Umfragen favorisierte Pariser Bürgermeister Bertrand Delanoë verzichtete auf eine Kandidatur und rief zur Wahl von Martine Aubry auf. Den ersten Wahlgang am 20. November 2008 gewann Royal mit 42,9 % der Stimmen vor Aubry (34,5 %) und Hamon (22,6 %). Für die Stichwahl am folgenden Tag rief Hamon zur Wahl von Aubry auf. Das erste Ergebnis dieser Stichwahl sah Martine Aubry als Siegerin mit 42 Stimmen Vorsprung vor Royal (50,02 zu 49,98 %).

### Pressesprecher der PS und Regierungsmitglied
Im Dezember 2008 berief Aubry, die neue Ersten Sekretärin der PS, Hamon zum Pressesprecher der Partei; er hatte diesen Posten bis zum 16. Mai 2012 inne. Bei den Regionalratswahlen im März 2010 wurde Hamon außerdem zum Mitglied des Regionalrates der Region Île-de-France gewählt und gehört diesem seither an.
Nach der Wahl von François Hollande zum Staatspräsidenten und der Ernennung von Jean-Marc Ayrault zum Premierminister wurde er von diesem am 17. Mai 2012 zum Beigeordneten Minister für soziale Ökonomie und Solidarität in dessen Kabinett berufen und war als solcher dem Minister für Wirtschaft, Finanzen und Außenhandel Pierre Moscovici unterstellt.
Wenige Tage vor seiner Ernennung zum Beigeordneten Minister kritisierte er als Parteisprecher noch Angela Merkel vor dem Deutschlandbesuch Hollandes wegen deren Haltung zum Europäischen Fiskalpakt mit den Worten, Merkel könne „nicht alleine über das Schicksal Europas im Sinne deutscher Wirtschaftsinteressen entscheiden. Wir haben nicht gewählt, damit es eine Präsidentin der EU namens Angela Merkel gibt, die allein über das Schicksal aller anderen entscheidet. Dieser Fiskalpakt installiert eine strenge Sparpolitik.“ Diese Sparpolitik habe Griechenland zum Misserfolg geführt und jetzt breite sich die Krise in Spanien, in Portugal, in ganz Europa aus. Frankreich poche daher auf eine Neuverhandlung des Fiskalpaktes für mehr Haushaltsdisziplin, damit die Wirtschaft über Wachstum wieder in Schwung komme.
Bei der Bildung des Kabinetts Valls I wurde Hamon am 2. April 2014 zum Minister für Bildung, Hochschulen und Forschung berufen. Ende August 2014 löste er gemeinsam mit Wirtschaftsminister Arnaud Montebourg den Rücktritt der Regierung Valls I aus, als die beiden in getrennten Zeitungsinterviews den wirtschaftspolitischen Kurs von Staatspräsident François Hollande scharf kritisierten. Hamon erklärte, dem Kabinetts Valls II nicht mehr angehören zu wollen, was mit der Forderung Hollandes an Valls übereinstimmte, nur Personen in die Regierung zu berufen, die mit dem von ihm definierten Kurs übereinstimmten.

### Kandidatur zur Präsidentschaft 2017
Nach seinem Ausscheiden aus der Regierung nahm Benoît Hamon sein Mandat in der Nationalversammlung auf. In diese war er bei der Parlamentswahl 2012 für das Département Yvelines gewählt worden, hatte das Mandat aber wegen seiner Mitgliedschaft in der Regierung nicht angetreten. Im August 2016 erklärte er sich als Kandidat für die Präsidentschaftswahl in Frankreich 2017 und trat damit bei den Vorwahlen der PS an. Die erste Runde der Vorwahl am 22. Januar 2017 gewann er mit 36 % der Stimmen. Bei der Stichwahl entschieden die Wähler zwischen Hamon und dem ehemaligen Premierminister Manuel Valls; Hamon erhielt etwa 58 % der Stimmen. Sein Gegenkandidat Valls hatte vor der Abstimmung davor gewarnt, dass die Wahl Hamons die „sichere Niederlage“ („la défaite assurée“) für die Sozialisten bedeute. Politische Kommentatoren meinten nach der Wahl Hamons, dass es diesem vor allem zugutegekommen sei, dass er sich rechtzeitig von der unter vielen sozialistischen Parteigängern unpopulären Politik Hollandes distanziert habe – im Gegensatz zu seinem Konkurrenten Valls, der für diese Politik stünde.
Im ersten Wahlgang der Präsidentschaftswahlen schied Hamon als Fünftplatzierter mit 6,36 Prozent der Stimmen aus. Er erreichte damit ein historisch schlechtes Ergebnis für die Parti Socialiste (PS). Hamon gab nach Eingeständnis seiner Niederlage für die Stichwahl zwischen den beiden bestplatzierten Kandidaten Emmanuel Macron und Marine Le Pen (FN) eine Wahlempfehlung für Macron ab.
Bei der darauf folgenden Parlamentswahl im Juni 2017 wurde Hamon abgewählt. Er erreichte in seinem Wahlkreis im ersten Wahlgang 22,59 % der Stimmen und nur den dritten Rang hinter der Bewerberin der liberalen Partei von Macron, La République en Marche, und dem Bewerber der konservativen Partei Les Républicains. Er wurde somit nicht zur Stichwahl zugelassen.

### Austritt aus der PS und Gründung derGénération.s, le mouvement
Am 1. Juli 2017 verließ Hamon die PS und gründete die demokratisch-sozialistisch und ökologisch ausgerichtete Partei Mouvement du 1er Juillet (M1717; „Bewegung des 1. Juli“). Am 2. Dezember 2017 benannte sich diese in Génération.s, le mouvement (dt. etwa: „Generation.s, die Bewegung“) um. Im Dezember 2017 zählte Génération.s 42.000 Mitglieder und 550 Ortsvereine. Zur Europawahl im Mai 2019 wollte Génération.s als Teil eines „fortschrittlichen europäischen Blocks“ antreten, etwa gemeinsam mit Listen der von Yanis Varoufakis unterstützten Bewegung Democracy in Europe Movement 2025 (DiEM25). Bei der Wahl erreichte Hamons Liste nur 3,3 % (741 532 Stimmen) und konnte somit nicht ins Europaparlament einziehen.

## Politische Positionen
Hamon gehörte zum linken Flügel des Parti Socialiste, den sogenannten Frondeurs, der Opposition gegen Hollande und Valls innerhalb der Partei und deren Parlamentsfraktion, die insbesondere die Wirtschaftspolitik der Regierung als zu liberal kritisiert. Im Einzelnen vertrat er im sozialistischen Wahlkampf um die Präsidentschaftskandidatur unter anderem die folgenden Positionen, die mit der sozialistischen Politik der Regierung brachen: (I) Einsatz zugunsten eines Grundeinkommens der gesamten Bevölkerung von bis zu EUR 750 pro Monat, verbunden mit einer expansiven Wirtschaftspolitik im Bruch mit der bisherigen Regierungspolitik; (II) Legalisierung des Cannabis-Konsums, (III) eine relativ offene Flüchtlingspolitik und (IV) eine konziliante Haltung gegenüber dem Islam (wobei der Regierung unter Valls eine allzu dogmatische Haltung im Bezug auf die Laizität vorgeworfen wird).